# Топуров, Стефан
Стефан Петров Топуров (род. 11 августа 1964, Асеновград) — болгарский тяжелоатлет, двукратный чемпион Европы (1984, 1987), чемпион мира (1987), победитель соревнований «Дружба-84» (1984), призёр Олимпийских игр (1988). Заслуженный мастер спорта Болгарии (1983).

## Биография
Стефан Топуров родился 11 августа 1964 в Асеновграде. Начал заниматься тяжёлой атлетикой в возрасте 13 лет под руководством Петра Арнаудова. В 1982 году был чемпионом мира среди юниоров.
В национальной сборной Болгарии дебютировал на чемпионате мира в Москве, где лишь по собственному весу уступил действующему чемпиону мира Юрию Саркисяну (СССР). При этом он установил новый мировой рекорд в толчке (180 кг), благодаря которому был включён в книгу рекордов Гиннесса как первый человек, толкнувший штангу, превышающую его собственный вес в три раза. Один из шести спортсменов в истории тяжелой атлетики, которые в толчке смогли поднять более трёхкратного собственного веса.
В 1984 году выиграл чемпионат Европы в Витории и готовился к выступлению на Олимпийских играх в Лос-Анджелесе, однако политическое руководство Болгарии приняло решение об их бойкоте болгарскими спортсменами. На соревнованиях «Дружба-84», проведённых в сентябре 1984 года в Варне, завоевал золотую награду и установил новые рекорды мира в рывке (140 кг), толчке (182,5 кг) и сумме двоеборья (322,5 кг). Его результат в двоеборье оказался на 40 кг больше чем тот, что показал чемпион Олимпиады в Лос-Анджелесе Чэнь Вэйцян (Китай).
В 1985 году был вытеснен из состава сборной Болгарии более молодым соотечественником Наумом Шаламановым, перешедшим из легчайшего в полулёгкий вес. В 1986 году на домашнем чемпионате мира в Софии выступил в лёгкой весовой категории, заняв на этом турнире второе место. После переезда Шаламанова в Турцию вернулся в полулёгкий вес. В 1987 году в отсутствие своего главного конкурента, вынужденно пропустившего несколько международных соревнований в связи со сменой гражданства, выиграл чемпионат Европы в Реймсе и чемпионат мира в Остраве.
В 1988 году их соперничество с теперь уже турецким атлетом Наимом Сулейманоглу возобновилось и вновь сложилось не в пользу Топурова, уступившего бывшему товарищу по команде и на чемпионате Европы в Кардиффе и на Олимпийских играх в Сеуле.
После завоевания серебряной медали сеульской Олимпиады завершил свою спортивную карьеру. В дальнейшем занялся тренерской деятельностью сначала в Болгарии, а потом заграницей. Во второй половине 2000-х годов работал со сборной Вьетнама, которая в этот период добилась беспрецедентного успеха. В 2008 году на Олимпийских играх в Пекине атлет легчайшего веса Хоанг Ань Туан завоевал первую в её истории (и вторую в истории всего вьетнамского спорта) олимпийскую медаль.